# Marokko ved sommer-OL 2024
Marokko deltog i sommer-OL 2024 i Paris, Frankrig i perioden 26. juli til 11. august 2024.
Soufiane El Bakkali blev olympisk mester i mændenes 3000 metres forhindringsløb.

## Medaljer
| 2024 Paris | Guld | Sølv | Bronze | Total |
| Marokko    | 1    | 0    | 1      | 2     |

### Medaljevinderne
| Marokko sommer-OL 2024 i Paris | Marokko sommer-OL 2024 i Paris | Marokko sommer-OL 2024 i Paris | Marokko sommer-OL 2024 i Paris       | Marokko sommer-OL 2024 i Paris |
| Medalje                        | Navn | Sport                          | Event                                | Dato                           |
| ------------------------------ | --- | ------------------------------ | ------------------------------------ | ------------------------------ |
| Guld                           | Soufiane El Bakkali | Atletik                        | Mændenes 3000 metres forhindringsløb | 7. august                      |
| Bronze                         | Morokkos national U/23 fodboldhold - Ilias Akhomach - Eliesse Ben Seghir - Benjamin Bouchouari - Mehdi Boukamir - Oussama El Azzouzi - Bilal El Khannous - Zakaria El Ouahdi - Abde Ezzalzouli - Rachid Ghanimi - Achraf Hakimi - Yassine Kechta - Haytam Manaout - El Mehdi Maouhoub - Munir Mohamedi - Akram Nakach - Soufiane Rahimi - Amir Richardson - Adil Tahif - Oussama Targhalline | Fodbold                        | Mændenes turnering                   | 8. august                      |